# Olde
Olde er en pingvin i Odense Zoo. Den klækkede 16. maj 1979 i Edinburgh Zoo, og den er verdens ældste af sin art i fangenskab. I naturen bliver æselpingviner 15-20 år gamle, men selvom de generelt bliver ældre i zoologiske haver, så er hendes alder helt unikt, hvilket gør det til en af Odense Zoos mest berømte dyr igennem tiderne.
Olde blev klækket i Edinburgh Zoo og har siden været omkring Biodome i Montreal, Canada, inden hun i 2003 kom til Odense. Hun har fået 16 unger som er blevet sendt videre til zoologiske haver rundt omkring i verden Hendes gener findes i zoologiske haver i USA, Canada, Irland, Holland, Spanien og Skotland.